# Mačkovac (okręg rasiński)
Mačkovac (cyr. Мачковац) – wieś w Serbii, w okręgu rasińskim, w mieście Kruševac. W 2011 roku liczyła 1135 mieszkańców.